# صوفيا غالا
صوفيا غالا (بالإسبانية: Sofía Gala Castiglione)‏ هي ممثلة أرجنتينية، ولدت في 24 يناير 1987 في بوينس آيرس في الأرجنتين.

## وصلات خارجية
- صوفيا غالا على موقع IMDb (الإنجليزية)
- صوفيا غالا على موقع روتن توميتوز (الإنجليزية)
- صوفيا غالا على موقع قاعدة بيانات الفيلم (الإنجليزية)